# Henri Moscovici
Henri Moscovici (Tecuci, 5 de maio de 1944) é um matemático romeno-estadunidense.
Moscovici graduou-se em 1966 e obteve um doutorado em 1971 na Universidade de Bucareste, orientado por Gheorghe Vrânceanu. De 1966 a 1971 foi assistente no Instituto Politécnico de Bucareste. De 1978 a 1980 esteve no Instituto de Estudos Avançados de Princeton. É desde 1980 professor da cátedra Alice Wood de matemática da Universidade Estadual de Ohio.
Foi palestrante do Congresso Internacional de Matemáticos em Quioto (1990: Cyclic cohomology and invariants of multiply connected manifolds).
É fellow da American Mathematical Society.